# フロイド・カルドス
フロイド・カルドス （Floyd Cardoz, 1960年10月2日 - 2020年3月25日）は、インド出身のアメリカ人シェフだった。インドのムンバイ生まれ。ニューヨークのレストラン「パオワラ」と「タブラ」のオーナー兼総料理長であり、2011年に料理番組『トップシェフ・マスターズ』で優勝したことで知られている。カルドスがニューヨークで営むレストランはインドの風味・薬味と西洋料理のテクニックを融合させたインド料理を出していた。

## 教育と経歴
カルドスはインドのムンバイにあるセント・アンドリューズ高校とセント・ザビエル大学に通った後、スイスのレ・ロッシュ大学で学んだ。1988年にアメリカ合衆国のニューヨークに移り住んだ。
1992年に「レスピナス」にて、料理長のグレイ・クンツの下で働き始めた。部門シェフから、副料理長まで、さまざまな立場で働いた。
1997年には、レストラン経営者のダニー・マイヤーと協力して「タブラ」をオープンし、ユニオン・スクエア ホスピタリティ・ グループとの提携を始めた。「タブラ」は『ニューヨーク・タイムズ』からの「三つ星」レビューなどのいくつかの栄誉を獲得して、2010年に閉店した。
2008年にオンライン食料品店「フレッシュ・ダイレクト」と共同で、すぐに調理できる食品のシリーズを売り出した。カルドスが料理コンサルタントを務めた2014年公開の長編映画『マダム・マロリーと魔法のスパイス』はフランス料理とインド料理が融合した物語となっている。
2015年にインドのムンバイに「ボンベイ食堂」をオープンした。2016年にニューヨークのソーホーにオープンさせた「パオワラ」は2019年には閉店して、新たに「ボンベイ・ブレッド・バー」として設計し直した。

## 賞と栄誉
カルドスはジェームズ・ビアード財団賞に4回ノミネートされ、2冊の料理本を執筆している。
料理番組『トップシェフ・マスターズ』第3シリーズの優勝者でもある。その賞金はマウントサイナイ医科大学の若手がん研究基金に寄付した。
2011年に雑誌『GQ』の「もっとも影響力のある世界的なインド人上位50人」に選ばれた。

## 私生活
カルドスと彼の妻で共同事業者のバルハには、ジャスティンとピーターという名の2人の息子がいる。
カルドスは2020年3月25日にニュージャージー州モントクレアのマウンテンサイド病院において、新型コロナウイルス感染症により、59歳で亡くなった。3月8日にインドからフランクフルト経由でニューヨークに戻った後、3月18日にウイルスの検査で陽性となり、病院で治療を受けていた。

## 評価
カルドスは「現代インド料理の父」と呼ばれている。彼はインドで生まれ育ち、シェフとしてニューヨークの有名なレストランのキッチンを率いた最初の人物だった。
ニューヨークを拠点とするフードライターのプリヤ・クリシュナはインド料理店が特色を出しながら質が向上していき、大々的な成功を収めるようになったのはその大部分がカルドスのおかげだと評している。

## 著書
- Floyd Cardoz: Flavorwalla: Big Flavor. Bold Spices. A New Way to Cook the Foods You Love[18]
- One Spice, Two Spice: American Food, Indian Flavors[19]